# Safia albimacula
Safia albimacula är en fjärilsart som beskrevs av Max Wilhelm Karl Draudt 1940. Safia albimacula ingår i släktet Safia och familjen nattflyn. Inga underarter finns listade.